# Errore di conio
Gli errori di conio sono errori commessi durante la coniazione di una moneta. Da non confondersi con le varianti di conio.

## Tipi di errore o varianti nel conio di una moneta

### Decentrazione
Il conio non colpisce correttamente la moneta e l'immagine risulta appunto decentrata.

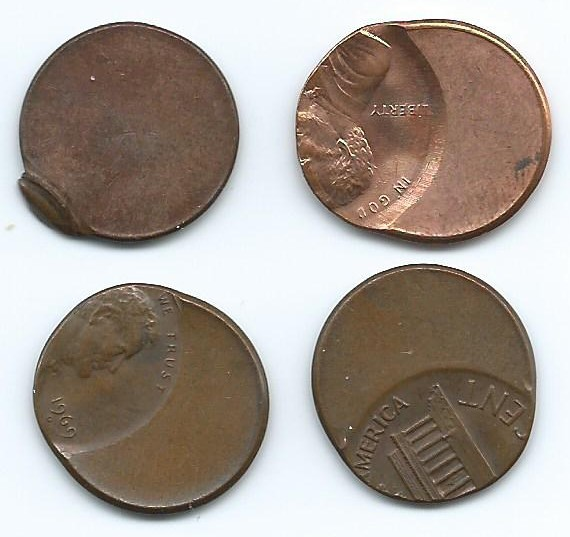
Monete da 1 centesimo americano decentrate

### Tondello deformato
Deformità della parte interna di una moneta bimetallica.

### Doppio dritto o doppio rovescio
La moneta presenta la stessa immagine su entrambe le facce.

### Parti mancanti o aggiunte
Il conio presenta delle impurità o per errore nell'aggiornamento da un anno all'altro.

### Conio stanco
Il conio non imprime l'immagine sulla moneta con abbastanza forza.

### Salto di conio
Il conio batte più di una volta sulla stessa moneta, imprimendo anche in parte una doppia immagine sulla stessa moneta.

### Monometalliche
Una moneta bimetallica viene coniata con un solo metallo.

### Tranciatura del tondello
Mezzaluna mancante nel bordo della moneta.

### Escrescenza di conio
Piccola goccia di metallo in eccedenza.